# دنیس الکساندر (بازیگر بریتانیایی)
دنیس الکساندر (انگلیسی: Denyse Alexander؛ زادهٔ ۲۸ ژوئن ۱۹۳۱) بازیگر اهل بریتانیا است.
از فیلم‌ها یا مجموعه‌های تلویزیونی که وی در آن‌ها نقش داشته‌است، می‌توان به تماس مدوسا، بانو جین، بازرس فویل، فالتی تاورز، آدمکشان میدسامر و پوآرو اشاره نمود.